# Loi du pays (Nouvelle-Calédonie)
En Nouvelle-Calédonie, une loi du pays est un acte quasi-législatif adopté par le Congrès.

## Définition
Le terme de loi du pays est pour la première fois employé dans l'accord de Nouméa signé le 5 mai 1998 par l'État, les anti-indépendantistes du Rassemblement pour la Calédonie dans la République (RPCR) et les indépendantistes du Front de libération nationale kanak et socialiste (FLNKS). Son titre 2.1.3 précise en effet : « Certaines délibérations du Congrès auront le caractère de loi du pays et de ce fait ne pourront être contestées que devant le Conseil constitutionnel avant leur publication, sur saisine du représentant de l'État, de l'Exécutif de la Nouvelle-Calédonie, d'un président de province, du président du Congrès ou d'un tiers des membres du Congrès ».
Ce type de délibération voit son champ d'application et son processus d'élaboration, d'adoption et d'enregistrement précisé par la loi organique du 19 mars 1999 relative à la Nouvelle-Calédonie, qui applique juridiquement les principes de l'accord de Nouméa. Il est repris dans la loi organique du 27 février 2004 portant statut d'autonomie de la Polynésie française.

## Champ d'application
Les champs d'application des lois du pays de la Nouvelle-Calédonie sont définies à l'article 99 de la loi organique :
« Les délibérations par lesquelles le congrès adopte des dispositions portant sur les matières définies à l'alinéa suivant sont dénommées : " lois du pays ".
Les lois du pays interviennent dans les matières suivantes correspondant aux compétences exercées par la Nouvelle-Calédonie ou à compter de la date de leur transfert par application de la présente loi :
1° Signes identitaires et nom mentionnés à l'article 5 ;
2° Règles relatives à l'assiette et au recouvrement des impôts, droits et taxes de toute nature ;
3° Principes fondamentaux du droit du travail, du droit syndical et du droit de la sécurité sociale ; garanties fondamentales accordées aux fonctionnaires de la Nouvelle-Calédonie et des communes ;
4° Règles relatives à l'accès au travail des étrangers ;
5° Statut civil coutumier, régime des terres coutumières et des palabres coutumiers ; limites des aires coutumières ; modalités de désignation au Sénat coutumier et aux conseils coutumiers, sous réserve des dispositions des articles 137, 138 et 138-1 [qui concernent les règles de désignations des sénateurs, leur durée de mandat et les règles de non-cumul] ;
6° Règles concernant les hydrocarbures, le nickel, le chrome et le cobalt ;
7° Règles du droit domanial de la Nouvelle-Calédonie et des provinces, sous réserve des dispositions du 13° de l'article 127 [qui précise que servitudes administratives au profit du domaine et des ouvrages publics de la Nouvelle-Calédonie sont directement déterminées par le Gouvernement local] ;
8° Règles relatives à l'accès à l'emploi, en application de l'article 24 ;
9° Règles concernant l'état et la capacité des personnes, les régimes matrimoniaux, les successions et les libéralités ;
10° Principes fondamentaux concernant le régime de la propriété, des droits réels et des obligations civiles et commerciales ;
11° Répartition entre les provinces de la dotation de fonctionnement et de la dotation d'équipement mentionnées aux I et II de l'article 181 ;
12° Compétences transférées et échéancier de ces transferts, dans les conditions prévues à la section 1 du chapitre Ier du titre II. »
Selon l'article 107, elles « ont force de loi » et « ne sont susceptibles d'aucun recours après leur promulgation ».

## Procédure législative

### Initiative du texte
Selon l'article 73 de la loi organique : « L'initiative des lois du pays et des délibérations appartient concurremment au gouvernement et aux membres du congrès ». Les textes préparés par le premier sont appelés « projets de loi du pays », et ceux présentés par les seconds « propositions de loi du pays ».
Le projet de loi du pays prend cette appellation à partir de son adoption par le gouvernement collégial à la majorité de ses membres. Auparavant, il est question d'« avant-projet de loi du pays », préparé par le ou les membres du gouvernement en fonction des secteurs de compétences concernés.
Une proposition du loi du pays peut être déposée par tout membre du Congrès sur le bureau de celui-ci, le président de l'assemblée en donnant acte. Elle doit être complètement rédigée, précédée d'un exposé des motifs et signée de son ou ses auteurs. Elle est transmise dans les 48 heures suivant ce dépôt au gouvernement local pour qu'il donne son avis sur le texte dans un délai d'un mois.

### Avis du Conseil d'État
Le Conseil d'État donne son avis sur tout avant-projet de loi du pays avant qu'il ne soit soumis au vote du gouvernement, et sur toute proposition de loi du pays avant sa première lecture. Il a un délai d'un mois pour rendre son avis. Celui-ci est transmis aux présidents du gouvernement local et du Congrès, au Haut-commissaire et au Conseil constitutionnel. Il est rendu public, et adjoint en annexe de la loi du pays une fois celle-ci publiée au Journal officiel de la Nouvelle-Calédonie.
Le Conseil d'État vérifie notamment que les champs d'application du texte qui lui est soumis répond bien aux domaines définis par l'article 99 de la loi organique. Il intervient ainsi également dans le cadre de tout contentieux administratif dans lequel la nature juridique d'une disposition d'une loi du pays ferait l'objet « d'une contestation sérieuse ». Enfin il peut être saisi par les présidents du Congrès, du gouvernement ou d'une assemblée de province ou par le Haut-commissaire, « aux fins de constater qu'une disposition d'une loi du pays est intervenue en dehors du domaine défini à l'article 99 ». Il se prononce alors dans un délai de trois mois après sa saisine.

### Avis consultatifs particuliers
En fonction des secteurs touchés par le projet ou la proposition de loi du pays, le texte est soumis à l'avis d'un certain nombre d'organes consultatifs :
- le Sénat coutumier se voit transmettre par le président du Congrès tout projet ou proposition de loi du pays relatif aux signes identitaires de la Nouvelle-Calédonie, au statut civil coutumier, au régime des terres coutumières (notamment à la définition des baux destinés à régir les relations entre les propriétaires coutumiers et exploitants sur ces terres) et des palabres coutumiers, aux limites des aires coutumières ainsi qu'aux modalités de désignation au Sénat coutumier et aux conseils coutumiers. Il délibère sur ce texte dans les deux mois de sa saisine, avec possibilité d'en modifier la rédaction. S'il ne s'est pas prononcé dans ce délai, il est réputé avoir adopté le texte dans sa version initiale. Le document adopté par le Sénat coutumier est ensuite soumis à la délibération du Congrès. Si ce dernier n'adopte pas un texte identique à celui adopté par le Sénat coutumier, celui-ci est saisi de ce nouveau texte. Et si le Sénat coutumier n'adopte pas ce texte en termes identiques dans un délai d'un mois, le Congrès statue définitivement[7].
- le Conseil économique et social de la Nouvelle-Calédonie est saisi par le président du gouvernement local pour les projets de loi du pays ou par le président du Congrès pour les propositions de loi du pays à caractère économique ou social. Le conseil économique et social dispose d'un délai d'un mois pour donner son avis, ramené à quinze jours en cas d'urgence déclarée par le gouvernement. À l'expiration de ce délai l'avis est réputé rendu. Il n'a pas de valeur contraignante, et un avis défavorable n'empêche pas le dépôt du texte sur le bureau du Congrès[8].
- le Comité consultatif des mines (composé de représentants de l'État, du gouvernement, du Congrès, du Sénat coutumier, des provinces, des communes, des organisations professionnelles et syndicales et des associations de protection de l'environnement) est consulté par le Congrès dès que celui-ci s'est vu soumettre des projets ou propositions de loi du pays relatifs aux hydrocarbures, au nickel, au chrome ou au cobalt. Il a trois mois pour rendre son avis qui est réputé favorable s'il n'est pas encore donné au bout de ce délai[9].
- le Conseil des mines (composé du Haut-commissaire qui le préside, des présidents du gouvernement, du Congrès et des Assemblées de province, ou de leurs représentants) est lui aussi consulté par le Congrès dès que celui-ci s'est vu soumettre des projets ou propositions de loi du pays relatifs aux hydrocarbures, au nickel, au chrome ou au cobalt (assorti pour ces sujets de l'avis du comité consultatif des mines), ainsi que pour les investissements directs étrangers relatifs à ces domaines. Il vote à la majorité de ses membres (en cas de partage égal des voix, celle du président du gouvernement l'emporte). Cet avis, une fois rendu, peut, dans un délai de huit jours, être soumis à une deuxième délibération si le Haut-commissaire le demande, ou être soumis par ce dernier à l'État qui peut proposer une nouvelle rédaction du texte (décision qui suspend la procédure). Si le Haut-commissaire n'a pas demandé de seconde délibération ou saisi l'État, et le cas échéant si ce dernier a rendu un avis favorable, le projet ou la proposition de loi du pays est, après expiration d'un délai de huit jours après l'avis définitif du Conseil des mines ou de l'État, transmis, assorti de cet avis, au Congrès. Dans le cas où l'avis de l'État n'est pas favorable, le projet ou la proposition de loi du pays est transmis au gouvernement local, assorti de cet avis et de l'avis du Conseil des mines. Si l'exécutif néo-calédonien confirme cet avis défavorable, la procédure est définitivement interrompue. Dans le cas contraire, le gouvernement peut adopter le texte dans sa version initiale ou dans la rédaction proposée par l'État, et ce nouveau document est soumis au Congrès qui se prononce sur le projet ou la proposition sans avoir possibilité de l'amender[10].
- le Comité des finances locales (composé de représentants de l'État, de la Nouvelle-Calédonie, des provinces et des communes) est consulté par le gouvernement local sur tout projet ou proposition de loi du pays relatif aux relations financières entre la Nouvelle-Calédonie, les provinces et des communes[11].
- le Comité consultatif de l'environnement (prévu par la loi organique et créé par délibération du 9 janvier 2006, composé du Haut-commissaire, des présidents du gouvernement, du Congrès, des assemblées de provinces et des associations locales des maires ou leurs représentants, ainsi que des représentants d'associations de protection de l'environnement et des consommateurs, et celui de l'ADEME) est consulté pour les projets (par le président du gouvernement local) et propositions (par le président du Congrès) de loi du pays susceptibles d'avoir des incidences sur l'environnement. Il s'agit plus particulièrement des textes portant sur la réglementation relative aux hydrocarbures, au nickel, au chrome et au cobalt, aux droits d'exploration, d'exploitation, de gestion et de conservation des ressources naturelles, biologiques et non biologiques de la ZEE, à la gestion et à la préservation des ressources en eau douce et des milieux aquatiques d'eau douce, au traitement des déchets et à la qualité de l'air, aux moyens de production électrique ou aux affaires zoosanitaire et phytosanitaire, sur le schéma d'aménagement et de développement de la Nouvelle-Calédonie ainsi que ses évaluations quinquennales et ses mises à jour et sur le schéma de mise en valeur des richesses minières et ses mises à jour. Il dispose d'un délai d'un mois pour rendre son avis, ramené à quinze jours en cas d'urgence déclarée[12].
- la Commission consultative du travail (créée en 1985 et dont la composition et les attributions sont modifiées par délibération en 2006, composée à parité des représentants des organisations patronales et de travailleurs reconnues les plus représentatives, sous la direction du président du gouvernement locale), est consultée sur tous les textes concernant le travail, l’emploi, la protection et la prévoyance sociale des salariés[13].

### Procédure d'adoption au Congrès
L'article 101 de la loi organique déclare : « Les lois du pays sont adoptées par le congrès au scrutin public, à la majorité des membres qui le composent. ». Dès le dépôt d'un texte sur le bureau du Congrès, son président en donne acte et le met à disposition des élus de l'assemblée.

#### Rapporteur
Lorsqu'un projet ou une proposition de loi du pays lui est soumis, le Congrès désigne obligatoirement en son sein un rapporteur. Si l'assemblée locale ne siège pas à ce moment, c'est sa commission permanente qui est chargée de choisir ce rapporteur.
Celui-ci doit rédiger un rapport écrit dans lequel il expose son point de vue, ses observations et ses amendements. D'ailleurs l'article 102 de la loi organique précise que : « Aucun projet ou proposition de loi de pays ne peut être mis en discussion et aux voix s'il n'a fait au préalable l'objet d'un rapport écrit, déposé, imprimé et adressé aux membres du Congrès huit jours avant la séance ».

#### Examen en commission interne
Les commissions internes compétentes du Congrès n'examinent, après l'avis du Conseil d'État, que les propositions de loi, selon l'article 43 du règlement intérieur du Congrès. Le Congrès peut également, par le biais d'une délibération, créer une commission spéciale chargée de l'examen de dossiers particuliers, y compris de projets ou de propositions de loi. Ce fut le cas une seule fois, pour le projet de loi du pays relative à trois signes identitaires de la Nouvelle-Calédonie le 8 janvier 2009. À cette occasion, le rapport du projet de loi du pays était celui de cette commission spéciale.

#### Inscription à l'ordre du jour
En règle générale, l'ordre du jour de toute séance générale du Congrès (et donc de celle pour le vote d'un projet ou d'une proposition de loi) est défini par le président de l'assemblée après avis du bureau. Mais le gouvernement peut également faire inscrire par priorité à l'ordre du jour les projets ou propositions de loi du pays « dont il estime la discussion urgente », de même qu'un minimum de la moitié des membres du Congrès peut demander qu'une proposition de loi du pays soit inscrite de plein droit à l'ordre du jour. Une fois cette inscription faite, le président du Congrès adresse aux membres de l'assemblée, huit jours avant la séance, sauf en cas d'urgence, un rapport sur le texte à voter, le document du projet ou de la proposition en lui-même ainsi que tous les documents utiles.

#### Amendements
Outre ceux du rapporteur du projet ou de la proposition de loi du pays, un amendement peut être déposé par tout membre du Congrès, en étant rédigé, signé, sommairement motivé et déposé sur le bureau de l'assemblée au moins trois jours avant la séance portant sur le vote du texte. Si ce délai est expiré, les sous-amendements, qui se rapportent à un des amendements déposés, peuvent continuer à être proposés, tandis que des amendements peuvent être acceptés à titre exceptionnel pendant la séance avec l'accord du Congrès par vote à main levée. De même, si le texte est soumis à la procédure d'adoption simplifiée, les amendements peuvent être déposés jusqu'à 19 h la veille de la discussion prévue si celle-ci doit se tenir le matin, et jusqu'à 9 h le jour de la discussion si elle est programmée en après-midi. Les seuls projets ou propositions de loi ne pouvant être amendés étant ceux portant sur les hydrocarbures, le nickel, le chrome, le cobalt et les investissements directs étrangers relatifs à ces domaines qui ont été retoqués par l'État et revotés par le gouvernement local.
Aucun membre du Congrès ne peut être signataire ou cosignataire de plusieurs amendements identiques, tandis que les amendements ne sont déclarés recevables que s'ils s'appliquent effectivement au texte visé, si les articles additionnels qu'ils prévoient éventuellement sont proposés dans le cadre du projet ou de la proposition de loi du pays ou si les sous-amendements potentiellement proposés n'ont pas pour effet de contredire le sens des amendements auxquels ils s'appliquent. Une proposition comprenant plusieurs amendements portant sur des articles différents du texte visé n'est pas recevable. En cas de litige sur la recevabilité d'un ou plusieurs amendements ou sous-amendements, celle-ci est soumis, avant leur discussion, à la décision du Congrès après interventions des seuls auteurs des amendements ou sous-amendements, d'un orateur d'opinion contraire et du rapporteur du texte visé. La présidence du Congrès communique les amendements déposés à la présidence du gouvernement et à la commission interne compétente (qui les examine), les impriment et les distribuent,.

#### Séance d'adoption
La séance portant adoption d'un projet ou d'une proposition de loi du pays selon la procédure ordinaire a lieu comme suit, :
- la discussion sur le texte :
  - ouverte par l'exposé du rapporteur,
  - discussion générale qui porte sur l'ensemble des textes soumis à la délibération, close par le président de la séance.
- la discussion et le vote des articles et amendements, avec pour chaque article :
  - discussion sur l'article, la parole n'étant accordée qu'une seule fois à chaque orateur à l'exception du droit de réponse aux présidents et aux rapporteurs,
  - discussion sur le ou les éventuels amendements portant sur l'article en question, dans un ordre précis : d'abord les éventuels amendements de suppression de l'article, puis les autres propositions à raison du degré de modification apporté (ceux qui s'y opposent, s'y intercalent ou s'y ajoutent),
  - vote du ou des éventuels amendements,
  - vote de l'article.
- les explications de vote sur l'ensemble du projet ou de la proposition, la parole étant accordée pour cinq minutes à un orateur de chacune des formations politiques issues de la précédente élection provinciale et à un orateur supplémentaire pour chaque groupe politique constitué,
- le vote sur l'ensemble du projet ou de la proposition de loi du pays, soit à main levée (mode habituel) soit par appel nominal (si demandé par six conseillers au moins). La majorité absolue des suffrages exprimés « pour » ou « contre » sont nécessaires pour l'adoption des projets ou propositions de loi du pays, à l'exception de ceux portant sur l'adoption des signes identitaires[24], sur les transferts des compétences (et l'échéancier de ces transferts)[25] ou sur une modification de la répartition de la dotation de fonctionnement et de la dotation d'équipement[26], où la majorité des trois cinquièmes est alors requise.

Une procédure d'adoption simplifiée peut être demandée par les présidents du Congrès, du gouvernement, de la commission saisie au fond ou d'un groupe politique. Une fois saisi de cette demande, le Congrès vote immédiatement à ce sujet à main levée et sans débat, et la discussion sur le texte n'intervient alors qu'après l'expiration d'un délai minimum de 24 heures. Dans ce cas, chaque article n'est pas soumis indépendamment aux voix : seuls ceux ayant fait l'objet d'amendements, ainsi que ces derniers, sont votés, avant de passer directement au vote sur l'ensemble du projet ou de la proposition.

#### Seconde lecture
L'article 103 de la loi organique permet, dans un délai de 15 jours après l'adoption en première lecture d'une loi du pays, au Haut-commissaire, au gouvernement local, au président du Congrès, à celui d'une Assemblée de province ou onze membres du Congrès, de soumettre cette loi ou certaines de ses dispositions à une nouvelle délibération du Congrès qui ne peut être refusée. Elle ne peut intervenir moins de huit jours après la demande et, s'il n'est pas en session, le Congrès est spécialement réuni à cet effet (sauf si la durée cumulée des autres sessions extraordinaires tenues depuis la précédente session ordinaire a déjà atteint la limite de deux mois). Les règles de la séance pour cette nouvelle délibération sont les mêmes que pour la première lecture.

### Saisine du Conseil constitutionnel
Le Conseil constitutionnel peut être saisi pour délibérer sur une loi du pays qui a fait l'objet d'une deuxième délibération, dans un délai de dix jours après son adoption en seconde lecture, par le Haut-commissaire, le gouvernement local, le président du Congrès, celui d'une Assemblée de province ou dix-huit membres du Congrès. Il se prononce alors dans les trois mois suivant sa saisine, et sa décision est publiée au Journal officiel de la République française et au Journal officiel de la Nouvelle-Calédonie. S'il conclut que la loi du pays contient au moins une disposition contraire à la Constitution et inséparable de l'ensemble de la loi, celle-ci ne peut être promulguée. En revanche, si elle n'est pas considérée comme inséparable du reste du document, la partie du texte jugée anti-constitutionnelle est la seule à ne pas être promulguée. Dans ce cas, le gouvernement local peut demander dans les dix jours qui suivent la publication de la décision du Conseil constitutionnel au Journal officiel de la Nouvelle-Calédonie une nouvelle délibération du Congrès sur la disposition concernée afin de la mettre en conformité avec la Constitution.

### Promulgation
Quinze jours après la première lecture (si une nouvelle délibération n'a pas été demandée) ou dix après la seconde (si le Conseil constitutionnel n'a pas été saisi), le président du Congrès transmet le texte adopté au Haut-commissaire. Une fois cette transmission faite, ce dernier promulgue la loi du pays avec le contreseing du président du gouvernement local, sous dix jours. Si le Conseil constitutionnel a été saisi et s'il juge finalement le texte constitutionnel, la promulgation est faite également avec un délai maximum de dix jours après la publication de la décision au Journal officiel de la Nouvelle-Calédonie. Elle est publiée ensuite au Journal officiel de la Nouvelle-Calédonie.
Même après sa promulgation, la loi du pays peut encore être soumise à la question prioritaire de constitutionnalité.

## Application et sanctions
Les lois du pays sont exécutées par arrêté du gouvernement de la Nouvelle-Calédonie.
Les articles 86 et 87 de la loi organique de 1999 donne au Congrès un pouvoir d'organiser la répression du non-respect des dispositions des lois du pays.
Il s'agit tout d'abord d'amendes : « En matière pénale, le Congrès peut assortir les infractions aux lois du pays et à ses règlements de peines d'amendes qui respectent la classification des contraventions et délits et n'excèdent pas le maximum prévu pour les infractions de même nature par les lois et règlements de la République. Il peut assortir ces infractions de peines complémentaires prévues pour les infractions de même nature par les lois et règlements de la République ». Leur produit « est versé au budget de la Nouvelle-Calédonie ». S'y ajoute d'éventuelles sanctions administratives.
Mais il peut s'agir également de peines d'emprisonnement : « Sous réserve d'une homologation de sa délibération par la loi, le Congrès peut assortir les infractions aux lois du pays et aux règlements qu'il édicte de peines d'emprisonnement qui respectent la classification des délits et n'excèdent pas le maximum prévu pour les infractions de même nature par les lois et règlements de la République ».

## Liste des lois du pays
Depuis 1999, les lois du pays suivantes ont été promulguées en Nouvelle-Calédonie :
| Libellé ou sujet | Initiative                                                                          | Adoption                                  | Promulgation      | Publication                       | Notes |
| Relative au dispositif conventionnel entre certains professionnels de santé et les organismes de protection sociale de la Nouvelle-Calédonie | Gouvernement                                                                        | 19 octobre 1999                           | 19 octobre 1999   | JONC no 7420 du 9 novembre 1999.  | Rapportée par Marianne Devaux (RPCR) |
| Relative à la déduction fiscale des travaux effectués sur un immeuble d'habitation | Gouvernement                                                                        | 7 décembre 1999 (1) 28 décembre 1999 (2)  | 17 janvier 2000   | JONC no 7436 du 18 janvier 2000   | Rapporté par Louis Mapéri (FLNKS-Palika) Demande d'une 2e lecture (élus FLNKS) |
| Relative à l'institution d'une taxe générale sur les services | Gouvernement                                                                        | 7 décembre 1999 (1) 28 décembre 1999 (2)  | 14 février 2000   | JONC no 7441 du 15 février 2000   | Rapporté par Pierre Bretegnier (RPCR) Demande d'une 2e lecture (élus FLNKS) Saisine du Conseil constitutionnel (par le président de l'Assemblée des Îles Loyauté Robert Xowie du FLNKS-UC) Décision no 2000-1 LP du 27 janvier 2000 du Conseil constitutionnel (Conformité à la Constitution, JONC 08/02/2000) |
| Portant réforme de la fiscalité douanière | Gouvernement                                                                        | 26 juillet 2000                           | 18 août 2000      | JONC no 7477 du 21 août 2000      | Rapporté par Pierre Bretegnier (RPCR) |
| Relative au régime fiscal des sociétés coopératives agricoles et des sociétés d'intérêt collectif agricole et portant diverses dispositions d'ordre fiscal | Gouvernement                                                                        | 25 août 2000                              | 25 septembre 2000 | JONC no 7491 du 10 octobre 2000   | Rapporté par Paul Kasarhérou (FCCI) |
| Portant diverses mesures fiscales douanières | Gouvernement                                                                        | 4 décembre 2000                           | 22 décembre 2000  | JONC no 7511 du 27 décembre 2000  | Rapporté par Nicole Andréa (RPCR) |
| Relative au salaire minimum garanti et au salaire minimum agricole garanti | Gouvernement                                                                        | 28 décembre 2000                          | 15 janvier 2001   | JONC no 7521 du 16 janvier 2001   | Rapporté par Jean-Marc Pidjo (FCCI) |
| Relative à la durée du mandat des délégués du personnel | Gouvernement                                                                        | 28 décembre 2000                          | 15 janvier 2001   | JONC no 7521 du 16 janvier 2001   | Rapporté par Jean-Marc Pidjo (FCCI) |
| Relative à la cotisation des employeurs sur les salaires au titre de la formation professionnelle | Gouvernement                                                                        | 10 mai 2001                               | 7 juin 2001       | JONC no 7553 du 19 juin 2001      | Rapporté par Philippe Gomès (RPCR) |
| Relative à certains investissements concernant le secteur de la métallurgie des minerais | Gouvernement                                                                        | 27 juin 2001                              | 17 juillet 2001   | JONC no 7559 du 20 juillet 2001   | Rapporté par Yves Magnier (RPCR) |
| Portant diverses dispositions d'ordre fiscal | Gouvernement                                                                        | 5 septembre 2001                          | 25 septembre 2001 | JONC no 7580 du 9 octobre 2001    | Rapporté par Nicole Andréa (RPCR) |
| Relative à la réduction dégressive des cotisations patronales sur les bas salaires | Gouvernement                                                                        | 19 octobre 2001                           | 7 novembre 2001   | JONC no 7587 du 8 novembre 2001   | Rapporté par Philippe Gomès (RPCR) |
| Relative au dispositif conventionnel entre certains professionnels de santé et les organismes de protection sociale | Gouvernement                                                                        | 19 octobre 2001                           | 7 novembre 2001   | JONC no 7587 du 8 novembre 2001   | Rapporté par Marianne Devaux (RPCR) |
| Instituant une taxe de solidarité sur les services affectée à la CAFAT au titre du financement de la protection sociale | Gouvernement                                                                        | 23 novembre 2001 (1) 18 décembre 2001 (2) | 31 décembre 2001  | JONC no 7602 du 31 décembre 2001  | Rapporté par Pierre Bretegnier (RPCR) Demande d'une 2e lecture (Président de l'Assemblée des Îles Loyauté Robert Xowie du FLNKS-UC) |
| Instituant une taxe sur les alcools et les tabacs en faveur du secteur sanitaire et social | Gouvernement                                                                        | 23 novembre 2001                          | 13 décembre 2001  | JONC no 7596 du 18 décembre 2001  | Rapporté par Annie Beustes (RPCR) |
| Relative à la taxe provinciale sur les nuitées des établissements hôteliers | Gouvernement                                                                        | 18 décembre 2001                          | 9 janvier 2002    | JONC no 7606 du 18 janvier 2002   | Rapporté par Jean-Claude Briault (RPCR) |
| Relative à la sécurité sociale en Nouvelle-Calédonie | Gouvernement                                                                        | 19 décembre 2001                          | 11 janvier 2002   | JONC no 7606 du 18 janvier 2002   | Rapporté par Annie Beustes (RPCR) |
| Sur le domaine public maritime de la Nouvelle-Calédonie et des provinces | Gouvernement                                                                        | 20 décembre 2001                          | 11 janvier 2002   | JONC no 7606 du 18 janvier 2002   | Rapporté par Yves Magnier (RPCR) |
| Relative au régime de stabilité fiscale des entreprises du secteur métallurgique et minier | Gouvernement                                                                        | 19 mars 2002                              | 16 avril 2002     | JONC no 7624 du 23 avril 2002     | Rapporté par Annie Beustes (RPCR) |
| Instituant un dispositif d'encouragement à l'investissement et portant diverses mesures d'ordre fiscal (Loi Frogier) | Gouvernement                                                                        | 19 mars 2002                              | 29 avril 2002     | JONC no 7626 du 30 avril 2002     | Rapporté par Daniel Laborde (RPCR) |
| Portant diverses dispositions d’ordre social | Gouvernement                                                                        | 17 juillet 2002                           | 6 août 2002       | JONC no 7646 du 13 août 2002      | Rapporté par Marianne Devaux (RPCR) |
| Relative aux règles applicables aux entreprises établies hors de la Nouvelle-Calédonie y effectuant une prestation de services avec du personnel salarié et modifiant l'ordonnance modifiée no 85-1181 du 13 novembre 1985 relative aux principes directeurs du droit du travail et à l'organisation et au fonctionnement de l'inspection du travail et du tribunal du travail en Nouvelle-Calédonie | Gouvernement                                                                        | 27 août 2002                              | 20 septembre 2002 | JONC no 7657 du 1er octobre 2002  | Rapporté par Yves Magnier (RPCR) |
| Relative aux modalités d'imposition des indemnités de fonction des élus municipaux | Gouvernement                                                                        | 12 décembre 2002                          | 30 décembre 2002  | JONC no 7679 du 31 décembre 2002  | Rapporté par Pascale Bastien-Thiry (RPCR) |
| Relative à la taxe communale sur l'électricité et à la taxe sur l'électricité due par les distributeurs publics d'énergie électrique | Gouvernement                                                                        | 12 décembre 2002                          | 30 décembre 2002  | JONC no 7679 du 31 décembre 2002  | Rapporté par Yves Magnier (RPCR) |
| Relative à l'exonération des primes et intérêts versés dans le cadre des comptes d'épargne-logement | Gouvernement                                                                        | 12 décembre 2002                          | 30 décembre 2002  | JONC no 7679 du 31 décembre 2002  | Rapporté par Marianne Devaux (RPCR) |
| Portant diverses dispositions d'ordre fiscal en matière de fiscalité des entreprises | Gouvernement                                                                        | 30 décembre 2002                          | 29 janvier 2003   | JONC no 7686 du 4 février 2003    | Rapporté par Pierre Bretegnier (RPCR) |
| Instituant une taxe sur les conventions d'assurances affectée à l'agence pour la prévention et l'indemnisation des calamités agricoles ou naturelles | Gouvernement                                                                        | 30 décembre 2002                          | 29 janvier 2003   | JONC no 7686 du 4 février 2003    | Rapporté par Nicole Andréa (RPCR) |
| Instituant une taxe de soutien aux actions de lutte contre les pollutions | Gouvernement                                                                        | 6 mars 2003                               | 27 mars 2003      | JONC no 7696 du 1er avril 2003    | Rapporté par Yves Magnier (RPCR) |
| Relative à la taxe provinciale sur les communications téléphoniques | Gouvernement                                                                        | 6 mars 2003 (1) 3 avril 2003 (2)          | 23 avril 2003     | JONC no 7700 du 29 avril 2003     | Rapporté par Nicole Andréa (RPCR) Demande d'une 2e lecture (Haut-commissaire Daniel Constantin) |
| Portant diverses dispositions d'ordre social | Gouvernement                                                                        | 4 novembre 2003                           | 21 novembre 2003  | JONC no 7748 du 2 décembre 2003   | Rapporté par Annie Beustes (RPCR) |
| Relative aux opérations immobilières à caractère social et portant diverses dispositions d'ordre fiscal | Gouvernement                                                                        | 4 novembre 2003                           | 21 novembre 2003  | JONC no 7748 du 2 décembre 2003   | Rapporté par Marianne Devaux (RPCR) |
| Portant diverses dispositions d'ordre fiscal | Gouvernement                                                                        | 4 novembre 2003                           | 21 novembre 2003  | JONC no 7748 du 2 décembre 2003   | Rapporté par Pierre Bretegnier (RPCR) |
| Relative à l'évaluation en douane des marchandises importées | Gouvernement                                                                        | 15 décembre 2004                          | 31 décembre 2004  | JONC no 7839 du 31 décembre 2004  | Rapporté par Caroline Machoro (FLNKS-UC) |
| Instaurant une taxation forfaitaire sur les envois postaux de faible valeur | Gouvernement                                                                        | 15 décembre 2004                          | 31 décembre 2004  | JONC no 7839 du 31 décembre 2004  | Rapporté par Caroline Machoro (FLNKS-UC) |
| Modifiant l'ordonnance modifiée no 85-1181 du 13 novembre 1985 relative aux principes directeurs du droit du travail et à l'organisation et au fonctionnement de l'inspection du travail et du tribunal du travail en Nouvelle-Calédonie, et relative au salaire minimum garanti et au salaire minimum agricole garanti                                                                              | Gouvernement                                                                        | 20 décembre 2004                          | 11 janvier 2005   | JONC no 7842 du 14 janvier 2005   | Rapporté par Philippe Gomès (Avenir ensemble) |
| Aménageant l'application du taux réduit d'impôt sur les sociétés au profit des petites et moyennes entreprises | Gouvernement                                                                        | 20 décembre 2004                          | 11 janvier 2005   | JONC no 7842 du 14 janvier 2005   | Rapporté par Alain Descombels (Avenir ensemble) |
| Instituant une contribution sociale additionnelle à l'impôt sur les sociétés pour les entreprises réalisant plus de deux cents millions de bénéfices et portant diverses dispositions d'ordre fiscal | Gouvernement                                                                        | 20 décembre 2004                          | 11 janvier 2005   | JONC no 7842 du 14 janvier 2005   | Rapporté par Philippe Michel (Avenir ensemble) |
| Portant création des allocations familiales de solidarité servies par le régime des prestations familiales de solidarité et diverses dispositions d'ordre social | Gouvernement                                                                        | 11 mars 2005                              | 29 mars 2005      | JONC no 7856 du 5 avril 2005      | Rapporté par Sonia Lagarde (Avenir ensemble) |
| Portant validation des impositions perçues au titre de la taxe sur le fret aérien et validation de la délibération relative à la sécurité sociale en Nouvelle-Calédonie | Gouvernement                                                                        | 15 juin 2005                              | 6 juillet 2005    | JONC no 7878 du 19 juillet 2005   | Rapporté par Philippe Michel (Avenir ensemble) |
| Supprimant la réduction générale de 15 % à l'impôt sur le revenu | Congrès (Groupe Avenir ensemble)                                                    | 28 décembre 2005                          | 24 janvier 2006   | JONC no 7928 du 31 janvier 2006   | Rapporté par Philippe Gomès (Avenir ensemble) |
| Portant diverses dispositions d'ordre fiscal | Gouvernement                                                                        | 28 décembre 2005                          | 24 janvier 2006   | JONC no 7928 du 31 janvier 2006   | Rapporté par Pascal Vittori (Avenir ensemble) |
| Portant modification de l'ordonnance modifiée no 85-1181 du 13 novembre 1985 relative aux principes directeurs du droit du travail et à l'organisation et au fonctionnement de l'inspection du travail en Nouvelle-Calédonie | Gouvernement                                                                        | 9 janvier 2006                            | 8 février 2006    | JONC no 7931 du 21 février 2006   | Rapporté par Sylvie Robineau (Avenir ensemble) |
| Relative à la représentativité des organisations syndicales de salariés | Gouvernement                                                                        | 9 janvier 2006 (1) 13 mars 2006 (2)       | 14 avril 2006     | JONC no 7947 du 18 avril 2006     | Rapporté par Philippe Gomès (Avenir ensemble) Demande d'une 2e lecture (élus Rassemblement-UMP) Saisine du Conseil constitutionnel (par les élus Rassemblement-UMP) Décision no 2006-2 LP du 5 avril 2006 du Conseil constitutionnel (Invalidité de la saisine, JONC 11/04/2006)                               |
| Portant réforme de la fiscalité des produits pétroliers | Gouvernement                                                                        | 13 mars 2006                              | 29 mars 2006      | JONC no 7943 du 10 avril 2006     | Rapporté par Philippe Michel (Avenir ensemble) |
| Complétant le régime d'exonération fiscale pour l'investissement lié a la construction d'une usine métallurgique | Gouvernement                                                                        | 29 mars 2006                              | 14 avril 2006     | JONC no 7947 du 18 avril 2006     | Rapporté par Valentine Eurisouké (FLNKS-Palika) |
| Modifiant la loi du pays no 2000-005 du 22 décembre 2000 portant diverses mesures fiscales douanières | Gouvernement                                                                        | 29 mars 2006                              | 14 avril 2006     | JONC no 7947 du 18 avril 2006     | Rapporté par Christiane Gambey (Avenir ensemble) |
| Portant modification de la loi du pays modifiée no 2001-016 du 11 janvier 2002 relative à la sécurité sociale en Nouvelle-Calédonie | Congrès (Groupe Avenir ensemble)                                                    | 17 mai 2006                               | 8 juin 2006       | JONC no 7958 du 20 juin 2006      | Rapporté par Philippe Michel (Avenir ensemble) |
| Portant diverses dispositions d'ordre social | Gouvernement                                                                        | 17 mai 2006                               | 8 juin 2006       | JONC no 7958 du 20 juin 2006      | Rapporté par Pascal Vittori (Avenir ensemble) |
| Portant diverses dispositions relatives au droit du travail en Nouvelle-Calédonie | Gouvernement                                                                        | 22 août 2006                              | 22 septembre 2006 | JONC no 7988 du 29 septembre 2006 | Rapporté par Sylvie Robineau (Avenir ensemble) |
| Portant modification des régimes fiscaux privilégiés à l’importation | Gouvernement                                                                        | 22 août 2006                              | 22 septembre 2006 | JONC no 7988 du 29 septembre 2006 | Rapporté par Philippe Michel (Avenir ensemble) |
| Portant exonération des droits de douane et des taxes à l'importation de certains produits alimentaires | Gouvernement                                                                        | 8 novembre 2006                           | 30 novembre 2006  | JONC no 8006 du 12 décembre 2006  | Rapporté par Christiane Gambey (Avenir ensemble) |
| Portant création du complément retraite de solidarité de la Nouvelle-Calédonie | Gouvernement                                                                        | 6 décembre 2006                           | 22 décembre 2006  | JONC no 8011 du 26 décembre 2006  | Rapporté par Anne-Marie Siakinuu (Avenir ensemble) |
| Portant diverses dispositions d'ordre fiscal pour favoriser l'investissement dans les entreprises calédoniennes et le développement économique | Gouvernement                                                                        | 6 décembre 2006                           | 22 décembre 2006  | JONC no 8011 du 26 décembre 2006  | Rapporté par Philippe Michel (Avenir ensemble) |
| Relative aux actes coutumiers | Gouvernement                                                                        | 31 mai 2006 (1) 13 décembre 2006 (2)      | 15 janvier 2007   | JONC no 8024 du 30 janvier 2007   | Rapporté par Jean-Pierre Djaïwé (FLNKS-Palika) Désaccord en première lecture sur une partie du texte avec le Sénat coutumier, qui est donc à nouveau saisi Nouvel avis du Sénat coutumier du 7 août 2006 Adoption en deuxième lecture                                                                          |
| Portant réforme des droits d’enregistrement et de la taxe hypothécaire | Gouvernement                                                                        | 15 décembre 2006                          | 9 janvier 2007    | JONC no 8021 du 16 janvier 2007   | Rapporté par Philippe Gomès (Avenir ensemble) |
| Relative aux occupations constitutives de droits réels sur le domaine public de la Nouvelle-Calédonie, des provinces et de leurs établissements publics | Gouvernement                                                                        | 28 décembre 2006                          | 13 février 2007   | JONC no 8032 du 27 février 2007   | Rapporté par Isabelle Ohlen (Avenir ensemble) |
| Portant diverses dispositions d'ordre fiscal à l'impôt sur le revenu et à l'impôt sur les sociétés | Gouvernement                                                                        | 28 décembre 2006                          | 16 janvier 2007   | JONC no 8024 du 30 janvier 2007   | Rapporté par Philippe Michel (Avenir ensemble) |
| Portant création d'une aide au logement | Gouvernement                                                                        | 22 mars 2007                              | 13 avril 2007     | JONC no 8050 du 19 avril 2007     | Rapporté par Philippe Gomès (Avenir ensemble) |
| Relative à la situation du personnel enseignants et de documentation des établissements d'enseignement privés sous contrat qui exercent leurs fonctions en Nouvelle-Calédonie | Gouvernement                                                                        | 22 mars 2007                              | 13 avril 2007     | JONC no 8050 du 19 avril 2007     | Rapporté par Raymond Koteureu (Avenir ensemble) |
| Portant diverses dispositions d'ordre fiscal | Gouvernement                                                                        | 31 octobre 2007                           | 28 novembre 2007  | JONC no 8135 du 6 décembre 2007   | Rapporté par Philippe Michel (Avenir ensemble) |
| Aménageant le régime fiscal du secteur minier et métallurgique | Gouvernement                                                                        | 31 octobre 2007                           | 28 novembre 2007  | JONC no 8135 du 6 décembre 2007   | Rapporté par Jean-Pierre Djaïwé (FLNKS-Palika) |
| Portant diverses dispositions d'ordre fiscal relatives à l'impôt sur les sociétés et à l'impôt sur le revenu | Gouvernement                                                                        | 31 octobre 2007                           | 28 novembre 2007  | JONC no 8135 du 6 décembre 2007   | Rapporté par Pierre Bretegnier (Rassemblement-UMP) |
| Portant diverses dispositions d'ordre douanier | Gouvernement                                                                        | 31 octobre 2007                           | 28 novembre 2007  | JONC no 8135 du 6 décembre 2007   | Rapporté par Didier Leroux (Avenir ensemble) |
| Relative au régime d'incitation fiscale à l'investissement | Gouvernement                                                                        | 13 décembre 2007                          | 3 janvier 2008    | JONC no 8151 du 3 janvier 2008    | Rapporté par Didier Leroux (Avenir ensemble) |
| Relative au code du travail de Nouvelle-Calédonie | Gouvernement                                                                        | 18 janvier 2008                           | 13 février 2008   | JONC no 8168 du 27 février 2008   | Rapporté par Ana Logologofolau (Rassemblement-UMP) |
| Supprimant la taxe de circulation et instituant une redevance communale d'immatriculation | Gouvernement                                                                        | 23 mai 2008                               | 10 juin 2008      | JONC no 8202 du 10 juin 2008      | Rapporté par Armande Duraisin (Avenir ensemble) |
| Instituant la mensualisation du paiement de l'impôt sur le revenu | Gouvernement                                                                        | 23 mai 2008                               | 10 juin 2008      | JONC no 8202 du 10 juin 2008      | Rapporté par Didier Leroux (Avenir ensemble) |
| Relative au régime fiscal du mécénat en Nouvelle-Calédonie | Gouvernement                                                                        | 1er octobre 2008                          | 21 octobre 2008   | JONC no 8253 du 28 octobre 2008   | Rapporté par Isabelle Ohlen (Avenir ensemble) |
| Portant sur les droits de succession | Gouvernement                                                                        | 1er octobre 2008                          | 21 octobre 2008   | JONC no 8253 du 28 octobre 2008   | Rapporté par Isabelle Ohlen (Avenir ensemble) |
| Relative à l'emploi des personnes en situation de handicap | Gouvernement                                                                        | 17 décembre 2008                          | 7 janvier 2009    | JONC no 8279 du 13 janvier 2009   | Rapporté par Isabelle Ohlen (Avenir ensemble) |
| Portant création d'un régime d'aides en faveur des personnes en situation de handicap et des personnes en perte d'autonomie | Gouvernement                                                                        | 17 décembre 2008                          | 7 janvier 2009    | JONC no 8279 du 13 janvier 2009   | Rapporté par Isabelle Ohlen (Avenir ensemble) |
| Portant réforme de la branche assurance vieillesse et veuvage du régime général de sécurité sociale de Nouvelle-Calédonie et autres mesures d'ordre social | Gouvernement                                                                        | 17 décembre 2008                          | 7 janvier 2009    | JONC no 8279 du 13 janvier 2009   | Rapporté par Armande Duraisin (Avenir ensemble) |
| Portant diverses dispositions d'ordre douanier | Gouvernement                                                                        | 23 décembre 2008                          | 21 janvier 2009   | JONC no 8284 du 29 janvier 2009   | Rapporté par Reine-Marie Chenot (Avenir ensemble) |
| Relative au transfert du recouvrement de l'impôt sur les sociétés à la recette des services fiscaux, supprimant l'imposition forfaitaire annuelle et portant diverses dispositions d'ordre fiscal | Gouvernement                                                                        | 30 décembre 2008                          | 30 janvier 2009   | JONC no 8286 du 5 février 2009    | Rapporté par Didier Leroux (Avenir ensemble) |
| Relative au code minier de la Nouvelle-Calédonie (partie législative) | Gouvernement                                                                        | 18 mars 2009                              | 16 avril 2009     | JONC no 8312 du 21 avril 2009     | Rapporté par Didier Leroux (Avenir ensemble) |
| Relative à la santé et la sécurité au travail et modifiant le code du travail de Nouvelle-Calédonie | Gouvernement                                                                        | 16 septembre 2009                         | 19 octobre 2009   | JONC no 8382 du 27 octobre 2009   | Rapporté par Michel Lasnier (Calédonie ensemble) |
| Portant diverses dispositions relatives aux sapeurs-pompiers volontaires | Gouvernement                                                                        | 16 septembre 2009                         | 19 octobre 2009   | JONC no 8382 du 27 octobre 2009   | Rapporté par Georges Naturel (Rassemblement-UMP) |
| Relative au transfert à la Nouvelle-Calédonie des compétences de l'État (en matière éducative) | Gouvernement                                                                        | 30 novembre 2009                          | 28 décembre 2009  | JONC no 8419 du 15 janvier 2010   | Rapporté par Sonia Lagarde (Calédonie ensemble) et Jean-Pierre Djaïwé (FLNKS-Palika) |
| Relative au transfert à la Nouvelle-Calédonie des compétences de l'État en matière de police et sécurité de la circulation maritime s'effectuant entre tous points de la Nouvelle-Calédonie, et de sauvegarde de la vie humaine en mer dans les eaux territoriales | Gouvernement                                                                        | 30 novembre 2009                          | 28 décembre 2009  | JONC no 8420 du 15 janvier 2010   | Rapporté par Nathalie Brizard (RPC) et Ilaïsaane Lauouvéa (FLNKS-RDO) |
| Relative au transfert à la Nouvelle-Calédonie des compétences de l'État en matière de police et sécurité de la circulation aérienne intérieure et des exploitants établis en Nouvelle-Calédonie dont l’activité principale n’est pas le transport aérien international | Gouvernement                                                                        | 30 novembre 2009                          | 28 décembre 2009  | JONC no 8420 du 15 janvier 2010   | Rapporté par Philippe Michel (Calédonie ensemble) et Rock Wamytan (FLNKS-UC) |
| Portant diverses dispositions relatives au droit du travail en Nouvelle-Calédonie | Gouvernement                                                                        | 9 décembre 2009                           | 12 janvier 2010   | JONC no 8424 du 21 janvier 2010   | Rapporté par Hélène Iekawé (Calédonie ensemble) |
| Relative aux modalités de fixation du salaire minimum garanti et du salaire minimum agricole garanti | Gouvernement                                                                        | 30 décembre 2009                          | 15 janvier 2010   | JONC no 8421 du 15 janvier 2010   | Rapporté par Michel Lasnier (Calédonie ensemble) |
| Portant diverses dispositions d'ordre fiscal | Gouvernement                                                                        | 30 décembre 2009                          | 21 janvier 2010   | JONC no 8428 du 2 février 2010    | Rapporté par Michel Lasnier (Calédonie ensemble) |
| Relative à la validation des acquis de l’expérience et portant modification du code du travail de Nouvelle-Calédonie | Gouvernement                                                                        | 8 janvier 2010                            | 3 février 2010    | JONC no 8432 du 11 février 2010   | Rapporté par Sylvie Robineau (Avenir ensemble) |
| Instituant une taxe communale d’aménagement | Gouvernement                                                                        | 8 janvier 2010                            | 3 février 2010    | JONC no 8432 du 11 février 2010   | Rapporté par Dominique Daly (Rassemblement-UMP) |
| Modifiant la loi du pays no 2007-4 du 13 avril 2007 portant création d'une aide au logement | Gouvernement                                                                        | 2 juin 2010                               | 21 juin 2010      | JONC no 8500 du 25 juin 2010      | Rapporté par Évelyne Lèques (Calédonie ensemble) |
| Portant diverses dispositions d’ordre douanier | Gouvernement                                                                        | 14 juin 2010                              | 8 juillet 2010    | JONC no 8509 du 15 juillet 2010   | Rapporté par Rusmaeni Sanmohamat (Rassemblement-UMP) |
| Relative au dispositif conventionnel de maîtrise médicalisée des dépenses de santé et portant diverses mesures d’ordre social | Gouvernement                                                                        | 14 juin 2010                              | 8 juillet 2010    | JONC no 8509 du 15 juillet 2010   | Rapporté par Jean-Pierre Djaïwé (FLNKS-Palika) |
| Relative à la protection, à la promotion et au soutien de l'emploi local | Gouvernement                                                                        | 30 décembre 2009 (1) 27 juillet 2010 (2)  | 12 août 2010      | JONC no 8519 du 12 août 2010      | Rapporté par Valentine Eurisouké (FLNKS-Palika) et Georges Naturel (Rassemblement-UMP) Demande d'une 2e lecture (élus du groupe FLNKS, dominé par l'UC) |
| Portant modification du code du travail de Nouvelle-Calédonie | Congrès Commission spéciale chargée de la refonte du règlement intérieur du Congrès | 27 juillet 2010                           | 12 août 2010      | JONC no 8519 du 12 août 2010      | Rapporté par Ilaïsaane Lauouvéa (FLNKS-RDO) |
| Relative à trois signes identitaires de la Nouvelle-Calédonie | Gouvernement                                                                        | 18 août 2010                              | 9 septembre 2010  | JONC no 8537 du 30 septembre 2010 | Rapporté par Jean-Pierre Djaïwé (FLNKS-Palika) |
| Instituant un crédit d’impôt au titre d’une avance remboursable ne portant pas intérêt, dénommée « prêt à taux zéro » | Gouvernement                                                                        | 30 novembre 2010                          | 17 décembre 2010  | JONC no 8569 du 20 décembre 2010  | Rapporté par Sonia Lagarde (Calédonie ensemble) |
| Relative au Conseil du dialogue social | Gouvernement                                                                        | 15 décembre 2010                          | 31 décembre 2010  | JONC no 8582 du 31 décembre 2010  | Rapporté par Michel Lasnier (Calédonie ensemble) |
| Portant diverses dispositions d’ordre fiscal | Gouvernement                                                                        | 16 décembre 2010                          | 31 décembre 2010  | JONC no 8582 du 31 décembre 2010  | Rapporté par Rusmaeni Sanmohamat (Rassemblement-UMP) |
| Portant modification du régime des prestations familiales de solidarité, du régime des prestations familiales des travailleurs salariés et du régime des prestations familiales des fonctionnaires | Gouvernement                                                                        | 16 décembre 2010                          | 5 janvier 2011    | JONC no 8584 du 6 janvier 2011    | Rapporté par Évelyne Lèques (Calédonie ensemble) |
| Portant diverses dispositions relatives aux statuts généraux des fonctions publiques de Nouvelle-Calédonie | Gouvernement                                                                        | 28 septembre 2011                         | 17 octobre 2011   | JONC no 8701 du 18 octobre 2011   | Rapporté par Rusmaeni Sanmohamat (Rassemblement-UMP) |
| Portant diverses mesures en faveur de la promotion du sport et du statut des bénévoles au sein des fonctions publiques de Nouvelle-Calédonie | Congrès Éric Gay et Georges Naturel                                                 | 28 septembre 2011                         | 17 octobre 2011   | JONC no 8701 du 18 octobre 2011   | Rapporté par Éric Gay (Rassemblement-UMP) |
| Portant dispositions relatives au congé pour participation à des compétitions sportives territoriales, nationales ou internationales et au congé pour l'exercice d'une activité bénévole en tant qu'organisateur, officiel technique, encadrant ou dirigeant d'une association sportive | Congrès Éric Gay et Georges Naturel                                                 | 28 septembre 2011                         | 17 octobre 2011   | JONC no 8701 du 18 octobre 2011   | Rapporté par Éric Gay (Rassemblement-UMP) |
| Relative aux relations de travail et à l'interdiction du harcèlement moral et sexuel au travail | Gouvernement                                                                        | 28 septembre 2011                         | 17 octobre 2011   | JONC no 8701 du 18 octobre 2011   | Rapporté par Dominique Daly (Rassemblement-UMP) |
| Portant validation des actes pris en application des articles 1er et 2 de la délibération no 116/CP du 26 mai 2003 relative à la régulation des importations de viandes et abats en Nouvelle-Calédonie | Gouvernement                                                                        | 28 septembre 2011                         | 17 octobre 2011   | JONC no 8701 du 18 octobre 2011   | Rapporté par Pascal Vittori (Avenir ensemble) |
| Portant modification du complément retraite de solidarité et de l’aide sociale aux personnes âgées | Gouvernement                                                                        | 10 décembre 2011                          | 28 décembre 2011  | JONC no 8729 du 28 décembre 2011  | Rapporté par Rusmaeni Sanmohamat (Rassemblement-UMP) |
| Relative au contrôle fiscal des comptabilités informatisées et portant diverses dispositions d’ordre fiscal | Gouvernement                                                                        | 10 décembre 2011                          | 28 décembre 2011  | JONC no 8729 du 28 décembre 2011  | Rapporté par Dominique Daly (Rassemblement-UMP) |
| Portant diverses dispositions d’ordre fiscal et douanier | Gouvernement                                                                        | 10 décembre 2011                          | 30 décembre 2011  | JONC no 8733 du 30 décembre 2011  | Rapporté par Cynthia Ligeard (Rassemblement-UMP) |
| Relative au transfert à la Nouvelle-Calédonie de la compétence de l'État en matière de sécurité civile | Gouvernement                                                                        | 30 décembre 2011                          | 20 janvier 2012   | JONC no 8745 du 26 janvier 2012   | Rapporté par Georges Naturel (Rassemblement-UMP) |
| Relative au transfert à la Nouvelle-Calédonie des compétences de l'État en matière de droit civil, de règles concernant l'état civil et de droit commercial | Gouvernement                                                                        | 30 décembre 2011                          | 20 janvier 2012   | JONC no 8745 du 26 janvier 2012   | Rapporté par Caroline Machoro-Reignier (FLNKS-UC) |
| Portant diverses dispositions d’ordre fiscal | Gouvernement                                                                        | 9 janvier 2012                            | 15 février 2012   | JONC no 8757 du 23 février 2012   | Rapporté par Rusmaeni Sanmohamat (Rassemblement-UMP) |
| Instituant une taxe générale sur les activités | Gouvernement                                                                        | 9 janvier 2012 (1) 5 mars 2012 (2)        | 22 mars 2012      | JONC no 8771 du 29 mars 2012      | Rapporté par Didier Leroux (MoDem) Demande d'une 2e lecture (élus du groupe Calédonie ensemble-UDC) |
| Prise en charge des médicaments | Gouvernement                                                                        | 6 avril 2012                              | 2 mai 2012        | JONC no 8781 du 3 mai 2012        | Rapporté par Dominique Daly (Rassemblement-UMP) |
| Fixant les règles générales du domaine public immobilier de la Nouvelle-Calédonie, des provinces, de leurs groupements et de leurs établissements publics | Gouvernement                                                                        | 14 août 2012                              | 5 septembre 2012  | JONC no 8824 du 13 septembre 2012 | Rapporté par Rusmaeni Sanmohamat (Rassemblement-UMP) |
| Portant extension aux entreprises hôtelières situées sur les îles et îlots de la commune de Nouméa de l'abattement de cotisation sociale dont bénéficient les salariés des entreprises hôtelières situées hors de la commune de Nouméa | Congrès (Pierre Bretegnier et Georges Naturel)                                      | 14 août 2012                              | 5 septembre 2012  | JONC no 8824 du 13 septembre 2012 | Rapporté par Georges Naturel (Rassemblement-UMP) |
| Portant modification du complément retraite de solidarité | Gouvernement                                                                        | 15 octobre 2012                           | 12 novembre 2012  | JONC no 8845 du 20 novembre 2012  | Rapporté par Rusmaeni Sanmohamat (Rassemblement-UMP) |
| Modifiant la loi du pays no 2012-4 du 22 mars 2012 instituant une taxe générale sur les activités | Congrès (Groupe Rassemblement-UMP)                                                  | 13 novembre 2012                          | 30 novembre 2012  | JONC no 8852 du 13 décembre 2012  | Rapporté par Pierre Bretegnier (Rassemblement-UMP) |
| Instituant une contribution de sécurité immobilière | Gouvernement                                                                        | 13 novembre 2012                          | 30 novembre 2012  | JONC no 8852 du 13 décembre 2012  | Rapporté par Didier Leroux (MoDem) |